# Vila Vella
Vila Vella es un yacimiento arqueológico de época romana localizado en el municipio valenciano de Bétera (España).
Esta villa romana, que ocupa una extensión de 600 m², se encuentra a 9 km del municipio. Está completamente rodeado de naranjos, pero su acceso es fácil de encontrar. Es un yacimiento sumamente importante y actualmente sigue en excavación; esta está dirigida por Josep María Burriel, arqueólogo municipal.